# Casa de John E. Christian (Samara)
Samara, también conocida como John E. Christian House, es una casa diseñada por Frank Lloyd Wright ubicada en West Lafayette, Indiana. La casa es un ejemplo de las casas usonianas que Wright diseñó. Samara se construyó de 1954 a 1956 y estuvo ocupada por el propietario original, John E. Christian, hasta su muerte el 12 de julio de 2015.

## Historia

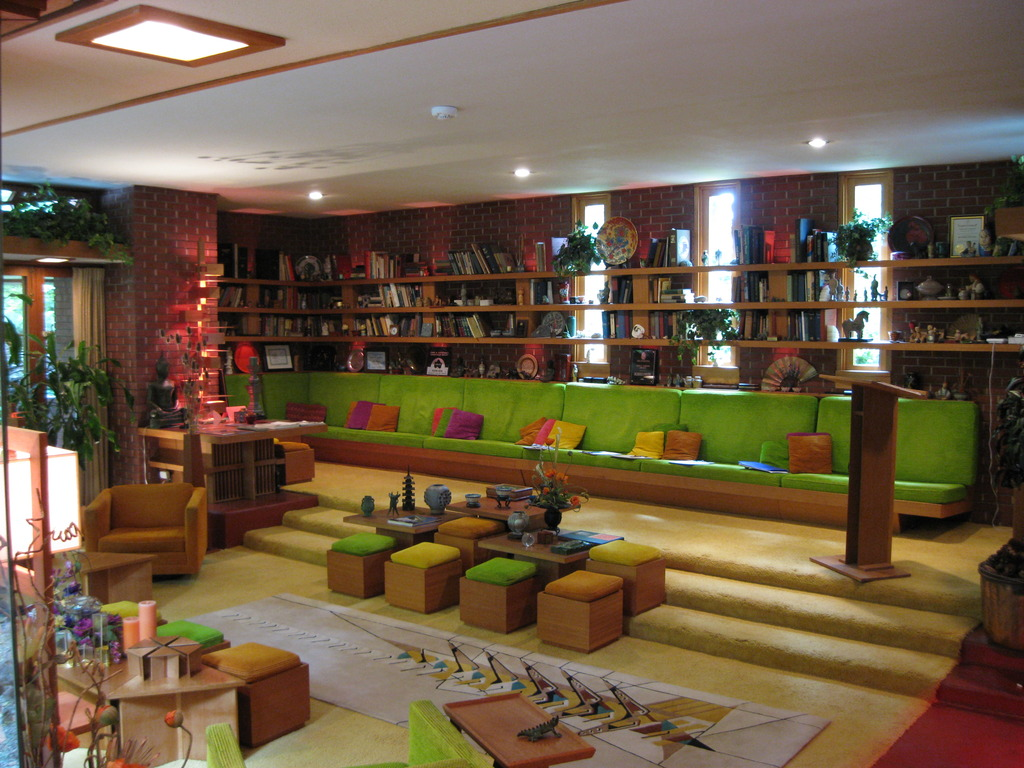
El salón cuenta con amplias estanterías y colores brillantes.

En 1950, John y Kay Christian decidieron construir una casa cerca de la Universidad de Purdue donde ambos trabajaban, John como profesor de química farmacéutica y Kay como directora social de la universidad. Después de mucha discusión, decidieron que Wright era el arquitecto que se adaptaba a los ideales para su hogar. Al no saber cómo proceder, John llamó a Wright directamente a su oficina y, sorprendentemente, pudo hablar directamente con el famoso arquitecto. Durante los siguientes seis años, trabajaron juntos en reuniones en West Lafayette, Indiana, y en Taliesin, la casa de verano de Wright en Spring Green, Wisconsin. La casa lleva el nombre de la semilla en forma de sámara de árboles que Wright vio en la propiedad durante su primera visita.
Trabajó un diseño estilizado de hojas en forma de galón en todo el diseño de la casa, incluidas las ventanas de los escritorios, las sillas de comedor y la alfombra de la sala. Estos diseños, apodados The Winged Seed, están ubicados en las ventanas superiores perforadas y también se usaron en la casa de Bachman Wilson Usonian. La casa fue construida para entretener a los estudiantes universitarios de la familia. El salón fue diseñado para 50 personas. Presentaba un largo sofá y espacio para sentarse en las escaleras.
La familia ha mantido el hogar de acuerdo con las especificaciones exactas de su arquitecto. Como en muchas de las casas que diseñó, Wright especificó o diseñó todo el entorno, incluidos los muebles, la ropa de cama y el paisajismo. Inicialmente, los Christian no pudieron comprar todos los detalles personalizados especificados; sin embargo, llegaron a un acuerdo con Wright para continuar agregándolos a la casa según lo permitiera su presupuesto.
La paleta de colores de los muebles y detalles de diseño es más brillante y más saturada que otros ejemplos de la arquitectura de Wright. Esto fue impulsado por Kay Christian, quien solicitó colores más brillantes contra los deseos de Wright. Wright finalmente fue convencido por su esposa, Olgivanna Lloyd Wright, quien insistió en que ella ayudaría a los Christian con el diseño del color. El resultado fue una paleta de vibrante verde lima, magenta y púrpura combinada con tonos más oscuros de naranja, amarillo y beige (vea la imagen). La casa fue designada como Monumento Histórico Nacional en 2015. El formulario de nominación para el hogar proporciona una descripción muy detallada del hogar con fotos y planos de planta. Se presentó en una exhibición a mediados de 2015 en el Centro de Arte y Cultura de Portsmouth.